# 12 Monkeys (série de televisão)
12 Monkeys  é uma série de televisão americana exibida pelo canal Syfy desde 16 de janeiro de 2015. É um drama de mistério de ficção científica baseado no filme de 1995 de mesmo nome, dirigido por Terry Gilliam, que em si foi baseado no curta-metragem de 1962 La jetée por Chris Marker.
Em 12 de março de 2015, a série foi renovada para uma segunda temporada, que estreou em 18 de abril de 2016. Em junho de 2016, foi renovada para uma terceira temporada de 10 episódios, que estreou em 19 de maio de 2017 e foi ao ar em três noites consecutivas. Em março de 2017, a série foi renovada para uma quarta e última temporada, consistindo de 11 episódios, que foram estreados em 15 de junho de 2018 e terminaram em 6 de julho de 2018.

## Enredo
Viajante do tempo James Cole (Aaron Stanford) viaja a partir do ano 2043 até os dias atuais para impedir a liberação de um vírus mortal pela organização enigmática conhecida como "O Exército dos Doze Macacos". Que o vírus, no cronograma original de Cole, causou a morte de 93,6% da população mundial. Cole vai ser ajudado pela brilhante virologista Cassandra Railly (Amanda Schull) e um gênio da matemática com problemas psicológicos, Jennifer Goines (Emily Hampshire).

## Elenco e personagens

### Principal
| Ator            | Personagem                     | Temporadas | Temporadas   | Temporadas   |              |
| Ator            | Personagem                     | 1          | 2            | 3            | 4            |
| --------------- | ------------------------------ | ---------- | ------------ | ------------ | ------------ |
| Aaron Stanford  | James Cole                     | Regular    | Regular      | Regular      |              |
| Amanda Schull   | Dr.ª Cassandra "Cassie" Railly | Regular    | Regular      | Regular      |              |
| Kirk Acevedo    | José Ramse                     | Regular    | Regular      | Regular      | por anunciar |
| Noah Bean       | Aaron Marker                   | Regular    | Participação | por anunciar | por anunciar |
| Todd Stashwick  | Theodore Deacon                | Recorrente | Regular      | Regular      |              |
| Emily Hampshire | Jennifer Goines                | Recorrente | Regular      | Regular      |              |
| Barbara Sukowa  | Dr.ª Katarina Jones (Werner)   | Recorrente | Regular      | Regular      |              |

### Recorrentes
| Ator             | Personagem          | Temporadas | Temporadas   | Temporadas   |
| Ator             | Personagem          | 1          | 2            | 3            |
| ---------------- | ------------------- | ---------- | ------------ | ------------ |
| Tom Noonan       | Homem Pálido        | Recorrente | Recorrente   | Recorrente   |
| Demore Barnes    | Marcus Whitley      | Recorrente | Recorrente   | Recorrente   |
| Romina D'Ugo     | Max                 | Recorrente |              |              |
| Ramon de Ocampo  | Oliver Peters       | Recorrente | Participação |              |
| Alisen Down      | Olivia              | Recorrente | Recorrente   | Recorrente   |
| Amy Sloan        | Elena               | Recorrente |              |              |
| Michael Hogan    | Dr. Vance Eckland   |            | Recorrente   | Recorrente   |
| Scottie Thompson | Mantis              |            | Recorrente   |              |
| Jay Karnes       | Robert Gale         |            | Recorrente   |              |
| Brendan Coyle    | Dr. Benjamin Kalman |            | Recorrente   | Recorrente   |
| Andrew Gillies   | Dr. Adler           |            | Recorrente   | Recorrente   |
| Xander Barkeley  | Jonathan Foster     |            | Recorrente   | por anunciar |
| Brooke Williams  | Hannah Jones        |            | Recorrente   | por anunciar |

### Participação especial/Convidado
| Ator          | Personagem    | Temporadas   | Temporadas | Temporadas |
| Ator          | Personagem    | 1            | 2          | 3          |
| ------------- | ------------- | ------------ | ---------- | ---------- |
| Joshua Close  | Ivan          | Participação |            |            |
| Jack Fulton   | Cole Criança  | Participação |            |            |
| Zeljko Ivanek | Leland Goines | Participação |            |            |

## Episódios

### Temporada 1 (2015)
16/Janeiro/15 - 10/Abril/15
- Episódio 1 Fragmentação

Em 2043, cientistas liderados por Jones concluem um projeto de máquina do tempo chamado Splinter para parar uma praga apocalíptica antes que aconteça. Sua melhor pista é uma gravação corrompida de 2017 da virologista Cassandra Railly que identifica Leland Frost como sendo a origem da praga e profeticamente pede Cole, a quem Jones recruta como um chrononauta. Cole questiona Railly em 2013, provando que ele é um viajante do tempo,fazendo com que um arranhão apareça em uma versão futura de seu relógio, mas ela ainda não conhece Frost. Railly investiga por conta própria e quando se encontram novamente em 2015, ela identificou Frost como osendo  CEO do Grupo Markridge ,Leland Goines que está trabalhando em armas biológicas. Cole falha ao assassinar Goines e eles são capturados, Goines percebe que Cole é um viajante do tempo que ele conheceu em 1987, quando Cole estava procurando o exército dos 12 Macacos. Sabendo que ele sobreviverá para fazer isso, Cole coloca as duas versões do relógio de Railly juntos, criando um paradoxo explosivo. Ele mata Goines mas não reescreve o futuro pós-apocalíptico. Em outros lugar, a paciente psiquiátrica Jennifer Goines herda a fortuna de seu pai e é mostrada desenhando o logotipo macaco.
- Episódio 2 Mentalmente Divergente

Cole é dirigido para encontrar informações sobre um paciente em uma instituição mental na Filadélfia, que esta de alguma forma ligada ao "Exército dos 12 Macacos". Os cientistas tentam enviá-lo para 2015, mas ele acaba na Coreia do Norte em 2006, onde um interrogador encontra o bilhete de Cole com endereço da instituição. Depois de ser redirecionado a 2015 Cole encontra a mentalmente instável Jennifer Goines na instituição. Railly recebe Aaron marcador para levá-la a se esconder em seus pais "livraria de idade, e ela diz-lhe que há um encobrimento ocorrendo sobre Leland Goines 'morte. Aaron lhe traz informações da Coreia do Norte que identifica a presença de Cole lá em 2006, bem como o endereço da instituição da nota de Cole. Na instituição Jennifer diz a Cole que ela trabalhou para o pai dela, e que ela é uma das únicas pessoas que sabem a localização do laboratório secreto, conhecido como a quarto noite. Assim como Railly chega à instituição para obter Cole, um homem misterioso com uma cicatriz (Tom Noonan), que matou colegas de trabalho de Jennifer no laboratório de seu pai (levando a seu colapso mental), bem como o contacto ex-NSA de Railly, chega e seqüestra Jennifer.
- Episódio 3 Complexo da Cassandra

Cole e Railly na tentativa de rastrear Henri Toussaint, a única pessoa além de Jennifer que sabe a localização do quarto a noite, descobrindo que ele foi assassinado por um assaltante desconhecido ao trabalhar com Railly para conter uma epidemia no Haiti em 2014. Cole é enviado de volta a 2014 para Haiti, onde se localiza Henri, mas o homem pálido o alcança. Em 2014 Railly, paranóico que o surto do Haiti é o 2017 peste, tem uma avaria e é retirado de serviço. Cole ajuda Henri escapar do homem pálido e Henri diz-lhe como encontrar o quarto noite. A epidemia haitiana acaba por não ser a praga, e Cole reencontra Railly em 2015. Railly aceita um emprego no CDC para reunir mais informações sobre o quarto noite. É revelado (embora não Railly) que Cole assassinado Henri para parar o Exército de interrogá-lo. Em 2043, Ramse encontra Max, uma mulher que ele sabia desde quando ele e Cole eram membros de um grupo chamado Ocidente VII. Ele é suspeito de sua alegação de que ela deixou o VII Ocidente, mas deixá-la ir. Ela relata volta para Deacon, líder do Oeste VII, que ela encontrou Cole.
- Episódio 4 Atari

Em 2043, o assalto Oeste VII a instalação de temporais, onde a máquina do tempo está alojado, entrando através de um túnel escondido. Ramse e Jones são aparentemente morto, mas não antes de Jones envia Cole volta no tempo para 2015. Flashbacks revelam como Cole e Ramse entrou para a VII Ocidente, e como Cole e Max tornou-se intimamente envolvido. Algum tempo depois, Ramse desafia abertamente a brutalidade de Deacon, e Deacon pede Cole para matá-lo. No último minuto, Cole se recusa e foge do VII Oeste com Ramse, deixando Max trás. De volta a 2043, as avarias e o Time Machine envia Cole de volta apenas alguns dias. Ele é capturado por Deacon e forçado a revelar a localização do túnel escondido (sua voltando no tempo fez o ataque possível, em primeiro lugar). Max liberta Cole e eles usam o seu conhecimento prévio de como o ataque aconteceu para derrotar os soldados de Deacon, poupando Ramse e Jones, mas Deacon vê a máquina do tempo e escapa. Max se junta Projeto Splinter. Cole, em seguida, retorna a 2015, onde Railly descobriu a localização do quarto noite.
- Episódio 5 A Sala Noturna

Cole e Railly entrar no quarto a noite, encontrar o Exército dos 12 Macacos tenha chegado lá primeiro depois de obter a sua localização a partir de Jennifer. O Homem Pálido tortura Cole para obter informações sobre a forma de quebrar o cofre de quarto a noite, revelando-Railly que Cole tinha matado Henri. Mais tarde, Cole explica que Railly por que ele matou Henri e revela mais de seu passado para ela. Em 2043, Ramse descobre que Jones tinha enviado outros chrononauts para o passado antes de Cole, alguns dos quais tinham morrido. Ele confronta Jones, mas a contragosto concorda em ir junto com ela depois que ela promete proteger Cole. Em 2015, o Exército consegue cortar aberto a porta do cofre, revelando a fonte do vírus praga: a centenária torso humano preservado. Os truques Homem Pallid Jennifer em desativação à prova de falhas final da abóbada, mas Cole e Railly incinerar a amostra virais. Railly é capturado pelos estilhaços do Exército e Cole distância, encontrando-se em um suplente 2043, onde o Ocidente VII tomaram conta da instalação de temporal.
- Episódio 6 A Floresta Vermelha

Cole descobre que na história o suplente 2043 de, Railly foi morto em 2015, causando mudanças drásticas no cronograma: a praga surgiu mais cedo e estava ligada a um evento chamado Operação Troy. Cole convence o líder do Oeste VII - que, neste espaço temporal, é Ramse - para deixá-Jones mandá-lo de volta no tempo para que ele possa impedir a morte de Railly. Depois de ser baleado em um argumento, a Jones morrendo envia Cole de volta para 2015, dizendo-lhe para pedir a sua versão de Jones sobre "sacrifício". Em 2015, Cole sequestra Aaron marcador e obriga-o a ajudá-lo a resgatar Railly. O homem drogas Pallid Railly com um alucinógeno, e um membro feminino sem nome do Exército (Alisen baixo) orienta-a através das alucinações, dizendo que ela está tomando Railly para atender "a testemunha." Cole e Aaron rastrear e livre Railly e lascas Cole na frente de Aaron. Aaron pede desculpas a Railly para não acreditar nela, e eles resolvem investigar Operação Troy. De volta a 2043, Cole encontra a sua linha do tempo foi restaurado. Ele pede Jones sobre as últimas palavras o suplente de Jones, e Jones admite que viajar através do tempo está destruindo lentamente seu corpo e acabará por matá-lo.
- Episódio 7 As Flóridas Keys

Railly e marcador investigar Operação Troy e os fragmentos de artefatos Cole encontrados, e deduzir que M5-10 do Grupo Markridge está sendo usado para matar CIA-leaker Adam Wexler na Chechênia. Cole lascas de distância e horas mais tarde chama Railly da Chechênia, explicando que a informação que ela e marcador vai dar-lhe uma semana no futuro lhe permitiu tomar posse do vírus antes que o Exército dos 12 Macacos. No entanto, mercenários capturar Cole e Wexler abre o caso, expondo-os todos ao vírus. Como os mercenários começam a morrer, eles oferecem ao comércio Wexler para assistência médica e Cole convence Wexler para abrir fogo contra os mercenários. Antes de morrer, Wexler diz Cole que o Exército dos 12 Macacos estavam envolvidos em uma guerra de 1987 yakuza em Tóquio. Cole chama Railly, permitindo que a CIA para rastrear sua localização para queimar o vírus com drones Predator, e pede-lhe para não contar a ele de seu destino quando eles se encontram em uma semana. Marcador ameaça a CIA com a exposição a ganhar dele e Railly de lançamento, e Railly segue-through com os desejos de Cole para não deixá-lo saber que ele está indo para sua morte.
- Episódio 8 Ontem

Em 2043, Jones envia Ramse e Whitley para liderar, uma colônia militar, para pedir ajuda estabilizar núcleo de energia da máquina do tempo. É revelado que Jones e Whitley viveu na Spearhead, mas saiu depois de seu atual líder, o coronel Foster (Xander Berkeley), tomou o poder em um golpe violento. Foster se recusa pedido de Jones, dizendo que ele precisa de recursos para trabalhar em uma cura para a praga. Ramse encontra Elena, uma antiga paixão, e descobre que ele é o pai de seu filho, Sam. Quando uma tentativa fracassada de recuperar Cole destrói o núcleo de energia por completo, Jones vem pessoalmente a ponta de lança para solicitar o uso de seu núcleo. Foster, eventualmente, concorda com a condição de que Jones voltar a liderar a trabalhar na cura. Ramse sugere aceitar a oferta de Foster, mas Jones continua convencido de que o vírus é incurável e resolve obter núcleo de energia da Spearhead por qualquer meio necessário. Em 2015, Railly viaja para o local do ataque aéreo para determinar se Cole é realmente ido. Ela conclui que ele foi apagado da linha do tempo e a praga foi evitada. É revelado que Cole está vivo, mas preso em 2017, onde a praga está bem encaminhado.
- Episódio 9 Amanhã

Em 2043, Jones ordena que sua equipe para aproveitar núcleo de energia da Spearhead. Ela mata Foster, e seu grupo capta o núcleo e reenergizes a máquina do tempo, mas à custa de muitas vidas, incluindo o pai de Whitley. Ramse leva Sam e Elena à segurança; estes últimos créditos Foster teve uma cura para o vírus e sugere Jones está mentindo. Jones é visto destruindo uma página de pesquisa de Foster mostrando que o vírus 2040 foi curada. Flashbacks a 2041 revelam como Cole e Ramse encontrou Jones, e como Ramse coagido Cole em juntar Projeto Splinter. Em 2017, Cole é trazido para o CDC ver um Railly morrendo. Ela lhe diz que muita coisa aconteceu entre eles depois de 2015, e dá-lhe um importante discurso antes de morrer. Jennifer aparece, pregando a um grupo de refugiados sobre "filhas" e um "exército". Como Cole lascas de distância, o risco que ele fez sobre o relógio de Railly em 2013 desaparece. De volta a 2043, ele argumenta com Ramse, que diz Jones mentiu sobre a cura de Foster, e quer acabar Projeto Splinter para garantir a sua família não é apagada da linha do tempo. Cole retruca que o projeto é a única maneira de parar o vírus e salvar Railly, e os dois brigam.
- Episódio 10 Manobra Divina

Cole aparece em 2015, chocando Railly e Aaron. Ele e Railly encontrar o jornal do Dr. Oliver Peters, o criador da praga, o que lhes aponta a 1987 Tóquio. Depois Cole volta a 2043, Railly rastreia Peters, que foi forçado a recriar o vírus pelo Exército. Ele implora Railly para matá-lo, mas ela o deixa ir. O membro do Exército do sexo feminino sem nome (Alisen baixo) encontra Aaron e pergunta o que ele faria para proteger Railly. Em 2043, Ramse destrói a investigação de Jones sobre a história da praga e rouba a droga que permite Cole a lasca. Fugindo, ele encontra as filhas, uma seita só de mulheres liderada por um Jennifer envelhecida. Ela diz a ele sobre a testemunha e diz Ramse será um amigo para eles. Em busca de Ramse, homens Jones matar Elena. Ramse retorna à facilidade temporal e tenta explodir a máquina do tempo, na sua falta, mas matar Max. Sem saída, ele injeta-se com a droga de viagem no tempo e lascas a 1987 Tóquio. Antes de enviar Cole após Ramse, Jones adverte que ele deve completar a missão desta vez como o seu corpo só pode dar mais um salto antes de falhar; Cole jura matar seu amigo se este último interferir.
- Episódio 11 Shonin

Em 1987, Tóquio, Cole tenta parar Leland Goines de adquirir o vírus da peste, mas é esfaqueado, aparentemente fatalmente, por Ramse. Durante sua prisão pelo esfaqueamento, Ramse é contactado por Olivia, o membro misteriosa do Exército dos 12 Macacos. Após a sua libertação em 1995, ele é iniciado para o Exército. Flashbacks cobrir eventos da década de 1990 a 2015, revelando que o Exército investidos no desenvolvimento do vírus da peste de Markridge e que Ramse, acreditando que ele matou Cole em 1987, usou o seu conhecimento das ações de Cole para ajudar o Exército frustrar todas as tentativas de Cole para parar o praga e garantir que todos os eventos aconteceu como ele se lembrá-los de 2043. Em 2015, Aaron perde o emprego e se envolve com o projeto que se tornará Spearhead. Ele vê que Olivia vai dirigir o projeto. Jennifer é encontrado pelo Exército e levado por Olivia. Em 2043, a Jones desesperada envia o Cole lesionado 1987-2015, encalhê-lo naquele momento. Subordinados Jones abandoná-la, acreditando Projeto Splinter é longo. Em 2015, Cole suspiros para Railly que a identidade das testemunhas, que ajudou o Exército permanecer um passo à frente deles, é Ramse
- Episódio 12 Paradoxo

Em 2015, Railly encontra a versão 2015 de Jones utilizando o endereço que ela deu Cole em 2017, e convence-la para ajudar Cole, que está morrendo dos efeitos da viagem no tempo. Para curá-lo, eles precisam de uma amostra de sangue do jovem versão de 2015, de Cole, então eles trazem o pai de Cole e jovens Cole para ver o adulto Cole. Aaron dá a localização do Cole Exército em troca de garantir a segurança de Railly. Quando o Exército vem para Cole, o pai de Cole morre defendendo ele. Cole injeta-se com a amostra de sangue, causando um paradoxo temporal explosivo que ele cura e vai embora do Exército. Cole, Railly, e Jones deixar o jovem Cole em um orfanato, e Jones diz Cole que a cura tenha retirado sua capacidade de viajar no tempo. Jennifer encena uma aquisição hostil do Grupo Markridge e instala-se como o novo CEO. Em 2043, Jones está tentando reconstruir Projeto Splinter, quando um grupo desconhecido de 12 indivíduos, guiado por Deacon, assalta a instalação de temporal.
- Episódio 13 Invasão

Em 2015, Cole e Railly interrogar Aaron sobre o exército; depois de tentar fugir, Aaron está preso em um incêndio e aparentemente morto. Agindo em informações obtidas a partir Jennifer, Cole e Railly quebrar em Raritan National Laboratories, que abriga a máquina do tempo operacional, e ficar cara-a-cara com Ramse, que pretende voltar para 2043. É revelado que Ramse não é a testemunha, e ambos Railly e Ramse são disparados. Cole usa a máquina para enviar Railly de 2043, na esperança de que Jones será capaz de salvá-la, e ajuda a fuga Ramse menos gravemente ferido. Olivia prepara 12 recém-nascidos misteriosos para os planos do Exército, que virá a ser concretizadas em 28 anos. Jennifer embarca em uma viagem de avião, aparentemente para espalhar o vírus praga em todo o mundo. Em 2043, Deacon e do grupo de 12 que ele está guiando tempestade a instalação de temporal e tentativa de aproveitar a máquina do tempo. Ameaçando explodi-lo, Jones negocia a libertação de seus subordinados e, em seguida, transforma a máquina para o grupo de 12, assim como o Railly feridos chega a partir de 2015.

### Temporada 2 (2016)
18 de abril de 2016 - 18/Julho/16
- Episódio 14 Ano do Macaco

Em 2016, Cole e Ramse estão em fuga do Exército. Eles pedem Benjamin Kalman, um cientista ex-Markridge, para remover um dispositivo de rastreamento de Ramse. Kalman, que ainda está no emprego do Exército, paralisa Ramse e revela que Jennifer Goines vai lançar a praga em Nova York. Cole dispõe de Kalman, e Ramse decide acompanhá-lo para Nova York para encontrar Jennifer. Em 2043, os Mensageiros, o misterioso grupo de 12, usar a máquina do tempo para enviar 6 dos seus membros para outros períodos de tempo. Railly, agora preso pelos Mensageiros, oferece para o tratamento de doença crónica do diácono se ele ajuda a impedi-los; ele libertá-la e tem o Ocidente VII explodir a máquina do tempo, matando os Mensageiros restantes. Voltar em 2016, Cole faixas Jennifer baixo e pede a ela para não liberar o vírus. Agentes do Exército interromper e tentar matar Cole, mas lascas Railly em a partir de 2044 e as armas para baixo, dizendo Cole que ela e Jones deduziu que Jennifer começou a praga. Ela se prepara para atirar em Jennifer, mas Cole levanta sua própria arma para detê-la, terminando em um impasse.
- Episódio 15 Primária

Em 2016, Cole convence Jennifer não lançar a praga. Ele e Railly destruir fornecimento de vírus de Jennifer, alterando a história, embora, Ramse, e Jones ainda se lembra a linha do tempo anterior, graças à droga de viagem no tempo. Depois Cole pára Railly de matar Ramse, ela lascas de 2044 com o último, abandonando Cole em 2016. Jennifer leva Cole ao Emerson Hotel, onde o gestor dá Cole a chave para o quarto 607, que Cole comprado em 1944. No interior, Cole encontra uma foto dele e Railly de 1944. Jennifer, sentindo purposeless após decidir não iniciar a peste, ataques e seduz Cole, em seguida, corta-se. Cole a acalma e diz a ela para encontrar um novo propósito, e ela sai. Em 2044, a história mudou: a praga começou há vários anos mais tarde, e Jones tem um amante, Dr. Eckland (Michael Hogan), a quem ela não tem memória. Deacon e Railly sem sucesso interrogar Ramse sobre os mensageiros. A Jennifer mais velha tem as Filhas forçar Jones para recuperar Cole a partir de 2016, reembolsar-lhe para ajudá-la a si mesmo mais jovem. Fala Cole com Railly sobre como suas ações têm afetado ela e como a poupança, não matar, as pessoas é a única coisa que ele fez que mudou a história. Ele deixa Railly para contemplar a foto 1944.
- Episódio 16 Cem Anos

Cole e Railly viajar a 1944 para parar dois dos Mensageiros de assassinar um cientista, Thomas Crawford. Eles são incapazes de impedir o assassinato de Crawford, mas eles deduzem que o verdadeiro alvo dos Mensageiros 'é seu filho Tommy Jr., que, como Jennifer, é um "primário", alguém com uma conexão especial com o tempo. Eles conseguem chegar a Tommy em primeiro lugar; ele se dirige a ambos pelo nome e diz que ele está destinado a ser morto pelos Mensageiros. Um dos Mensageiros (Scottie Thompson) leva Cole refém e tortura, forçando Railly se render Tommy. O Mensageiro mata Tommy em um ritual cerimonial usando uma faca esculpida em seu próprio osso, provocando um paradoxo temporal explosivo que torna ela, Cole, e Railly inconsciente e cordões os dois últimos em 1944. Em 2044, Jones permite Deacon para fazer o que ele deseja com Ramse. Assim como ele está prestes a matar Ramse, um maciço entra em erupção anomalia temporal e Ramse corre para escapar dela, arrastando Deacon junto com ele.
- Episódio 17 Emergência

Ramse é enviado a 1944 para resgatar Cole e Railly. Embora incapaz de parar o assassinato de Tommy, ele libertá-los do agente do FBI Robert Gale (Jay Karnes). Gale deduz Cole é um viajante do tempo e deixa-o interrogar o sexo feminino do Messenger que matou Tommy. Ela revela que a Testemunha procura destruir o próprio tempo, então foge. Após os três viajantes voltar a 2044, Gale deixa a foto do Cole e Railly na Emerson Hotel para Cole para encontrar em 2016. Em 2044, a Jones perplexo se volta para Jennifer por ajuda, como a anomalia temporal, cresce. Em uma visão induzida por drogas sobre a natureza do tempo, ela descobre que o Exército planeja destruir tempo matando as primárias. Ao retornar, Cole, Railly e Ramse concorda com relutância em trabalhar juntos para salvar as primárias. Em 1971, o Mensageiro feminina morre após indução de seu filho, o homem pálido, para o Exército. Em 2016, Jennifer verifica-se em uma clínica mental como o Homem Pálido relógios exterior.
- Episódio 18 Corpos de Água

Em 2044, Jennifer envia Railly a 2016 para obter as identidades das primárias 'de seu eu mais jovem. Desesperada para se livrar de Deacon, Cole e Ramse traí-lo a um de seus inimigos, o Foreman. Deacon mata o Foreman, e em vez de retaliação, felicita o duo em tornar-se tão implacável como ele é. Em 2016, a testemunha dá Olivia uma nova missão: encontrar e preparar Railly. Railly e Jennifer retornar à antiga casa deste último, o que desencadeia memórias de infância da mãe de Jennifer tentando afogá-la. Railly conforta Jennifer, que é, então, capaz de dizer Railly outro nome do primário: Kyle Slade. O Homem Pálido capturá-los, e Olivia dá Railly um alucinógeno. Em uma visão, Railly vê o rosto de Aaron atrás da máscara da testemunha. Jennifer se solta e vê um manuscrito, "a Palavra do Witness", contendo sua data de morte: 23 de setembro de 2044. Ela resgata Railly e apunhala Olivia. A testemunha coloca o Homem Pálido encarregado da missão do Exército, substituindo Olivia. Railly diz Cole sobre Slade e decide ficar em 2016 para cuidar de Jennifer. Em 1975, Slade (David Dastmalchian) detecta que Cole está vindo para ele.
- Episódio 19 Imortal

Cole e Ramse viajar a 1975 para evitar que os Mensageiros do "paradoxing" Kyle Slade, um veterano do Vietnã virou assassino em série. Eles resgatar Victoria Mason, a última vítima de Slade, então ponta off a polícia, que prender Slade. Slade afirma que ele sabe onde a Testemunha é, por isso, Cole seqüestrá-lo, abandonando Ramse. Um Mensageiro detém Victoria refém, e Ramse mata e libertá-la. Slade diz Cole suas vítimas eram Primaries quem ele matou para parar o Exército de sacrificar-los e leva Cole para seu covil, onde ele está segurando um homem cativo ele afirma ser a testemunha. Cole reconhece o homem como um mensageiro e não a testemunha. Percebendo Slade é completamente insano, Cole e Ramse matar o Messenger, em seguida, Slade. Após o seu regresso a 2044, a anomalia temporal se parcialmente diminuído. Em 2016, Railly encontra a testemunha, que aparece para ela em uma visão como Aaron, então, como Cole. Jennifer deixa Railly a procurar outras formas de combate do Exército. Railly fica se perguntando sobre sua sanidade enquanto ela continua a ter visões da testemunha.
- Episódio 20 Fusão

Em 2044, alucinações de Railly piorar. A máquina do tempo, de repente avarias, transporte de pessoas a partir de pontos aleatórios na linha do tempo para a instalação temporais, incluindo alguns soldados desde 1959 e ex-cobaias horrivelmente mutado para o Project Splinter, que os membros da equipe têm de lidar com. Eckland sacrifica-se para impedir a máquina do tempo de destruir as instalações. Quando Cole e Ramse tentar desligar a máquina, Railly leva Sam refém e prendê-lo com uma arma para detê-los. Cole e Ramse perceber que ela foi possuída por a testemunha, que a usou para sabotar a máquina. Para encaixar-la fora de seu transe, Cole tem Ramse matá-lo, sabendo que ela não vai deixá-lo morrer. Ramse desliga o poder, mas Sam é atingido por uma reação da energia temporal e lascas. Jones administra Railly uma droga para prevenir a Testemunha de possuí-la novamente, e um Ramse luto deixarem a instalação temporal. Enquanto isso, Sam encontra-se em um período de tempo desconhecido, onde ele encontra uma figura invisível.
- Episódio 21 Canção de Ninar

Desanimado pela morte de Eckland, Jones envia Railly a 2020 para assassinar seu eu mais jovem e prevenir Projeto Splinter de nunca começando. Lá, encontra o Railly Jones de 2020 cuidando de sua filha doente deathly, Hannah. Depois que ela mata Jones, Railly acorda no início do mesmo dia, juntamente com Cole, que veio para impedi-la. Eventualmente, eles descobrem que estão presos em um círculo temporal, que eles não podem escapar. Com a ajuda da Jennifer de 2020, eles quebram o ciclo e retorno a 2044. Eles explicam a Jones que a sua criação de Projeto Splinter estava predestinado e tentar alterar que o destino fez com que o loop. Para escapar, eles salvaram Hannah e deu-a Filhas de Jennifer para levantar, deixando Jones acreditar que ela estava morta para que ela pudesse iniciar o projeto. Eles, então, reunir Jones com o adulto Hannah (Brooke Williams). Cole diz Railly sobre seus sentimentos por ela, mas ela rejeitá-lo, temendo que eles têm a perder muito se ela retribui. Ramse aparece em seu quarto, ameaçando matá-la por seu papel no desaparecimento de Sam. Em vez disso, ela propõe que os dois matar a testemunha; ele concorda.
- Episódio 22 Hiena

Em 2044, Railly e Ramse procurar um arquivista conhecido como o Guardião (Christopher Heyerdahl), na esperança de aprender sobre Titan, um lugar ligado à Testemunha. Ele apontá-los para um Dr. Kirschner, em 1961, a Alemanha Oriental. Cole viaja a 2016 para se encontrar com Jennifer, que agora lidera o hienas, um grupo de ex-pacientes psiquiátricos quem ela se reuniram para lutar contra o exército. O Hienas capturar Oliver Peters, que criou uma vacina para o vírus da peste, e usá-lo como isca para atrair o Homem Pálido fora. Eles eventualmente se transformar em Jennifer e Cole, que conseguem capturar o homem pálido e fugir do hienas. Cole tortura o homem pálido para obter informações sobre a última primária; ele diz que o paradoxo final tem lugar em 1957 em Nova York. Ele então revela que ele se deixou ser capturado, a fim de chegar a Jennifer e detona uma bomba que mata Peters e todo o Hienas, então foge. Depois de consolar Jennifer sobre as mortes das hienas ", Cole lascas de distância, e ela encontra outra versão do Cole em sua porta. O Homem Pálido contrata Dr. Elliot Jones, ex-marido e inventor da máquina do tempo de Jones, para trabalhar em um projeto chamado "Titan".
- Episódio 23 Pátria

In 2044, Ramse and Railly go rogue and manage to trick Jones into sending them and Cole to 1961; once there, they drug Cole and go to East Berlin, where they find Dr. Kirschner (Matt Frewer), but are captured by Mossad agents. Cole enlists the help of FBI agent Gale to help him rescue Railly, Ramse, and Kirschner. The group realizes that Kirschner is the member of the Army who created the Messengers. Gale sacrifices himself to help the others cross the Berlin Wall. In his West Berlin laboratory, Kirschner shows them the Word of the Witness and reveals the fruits of his research: a young Olivia, who was created using Mantis's (Scottie Thompson) ova. Mantis arrives with a group of Army agents to take Olivia, and Kirschner is killed. As the three time travelers are splintered back to 2044, Cole asks Ramse to help him stop the Army from taking Olivia, but instead Ramse tears off a piece of the Word of the Witness which bears the location of Titan. Mantis then inducts Olivia into the Army, revealing that the Pallid Man is Olivia's brother. In 2016, Olivia abandons the Army, feeling betrayed by the Witness. Back in 2044, a furious Cole has Ramse and Railly arrested for going rogue.
- Episódio 24 Ressurreição

Em 2044, as tempestades temporais ameaçam destruir a unidade temporal. Ramse e Railly se libertar com a ajuda de Adler e Whitley. Eles montar um golpe contra Jones, na esperança de usar a máquina do tempo para viajar para a Titan e confrontar a testemunha. Cole recruta a ajuda de Deacon, e convence Jennifer e as filhas para ajudá-lo retomar a máquina do tempo para que ele possa ir para 1957 e parar o paradoxo final. No processo, Jennifer é morto a tiros e Deacon está ferido. Cole recupera jovem Jennifer de 2016 e 2044 Jennifer diz a ela eu mais jovem que ela terá uma escolha: levar as filhas para Titan para combater os 12 Macacos, ou para levá-los a encontrar refúgio, esperando Cole terá sucesso em sua missão. 2044 Jennifer diz que ela escolheu não lutar os 12 macacos, mas que 2 016 Jennifer pode fazer uma escolha diferente em seu lugar. 2044 Jennifer morre, e 2016 Jennifer decide ir à Titan com o grupo de Jones e as filhas. Enquanto os outros evacuar a instalação de temporais, Cole estilhaça a 1957, e no último minuto, Railly muda sua mente sobre Titan e escolhe para ir para 1957 também. As tempestades temporais finalmente consumir a instalação de temporais, matando Jones. Em 1957, Railly se reúne com Cole.
- Episódio 25 Sangue Lavados

Em 2044, o projeto: os membros Splinter e as filhas têm crescido cansado de procurar Titan. Um dos rebeldes filhas e desafia Ramse a um duelo de morte, mas Jennifer intervém para parar Ramse de golpear o golpe final. O grupo finalmente encontra Titan e confronta a Testemunha. Em 1957, Cole e Railly passar um ano procurando desesperadamente para a primária final. Depois de identificar um candidato provável, eles acham que foram enganados por um dos mensageiros, que se apaixonou e se casou com seu alvo, a primária final. O Mensageiro mata a esposa com uma faca feita de seu osso e aciona o último paradoxo. O paradoxo bate Railly em coma, e quando ela acorda seis meses depois, Cole está desaparecido. Railly faixas-lo e encontrá-lo viver na mesma casa que ela viu em suas visões, enquanto sob a influência de alucinógenos os 12 Macacos ". Lá, o par consumar seu relacionamento, enquanto em 2044 guardiões da testemunha emboscar as filhas e os membros do projeto com Katars, matando-os.
- Episódio 26 Memória do Amanhã

Acreditando que Ramse deve ter conseguido impedir a Testemunha, Cole e Railly construir uma vida para si em 1959, e descobrir que Railly está grávida. No entanto, um primário aproxima Cole e revela que o tempo ainda está em colapso, mas que ele pode usar as folhas da floresta vermelha para viajar de volta para o seu próprio corpo em 1957 e parar o Mensageiro final. Relutantemente, Cole faz isso, salvando o primário segmentado e desfazendo o paradoxo, permitindo que ele e Railly - agora cientes de seu relacionamento - para retornar a 2044 e se reunir com o Jones restaurado. Também ter sido avisado pelo primária do destino de Ramse, Cole e os outros segui-los para Titan, onde, com a ajuda de Jennifer e as Filhas eles conseguem evitar as mortes do episódio anterior. No entanto, eles, em seguida, descobrir que Titan é em si uma máquina do tempo gigante, e tentar fugir, pois ativa. No caos, Deacon é morto por soldados das Testemunhas; Jennifer é acidentalmente lascada volta à guerra mundial 1; Ramse é abordado por uma facção desonestos do Exército dos Doze Macacos liderados por Olivia, que também revela que Sam foi enviado para ela quando se estilhaçou; e Railly, que descobre que, de alguma forma manteve suas memórias de sua vida desfeita com Cole em 1959, é capturado por soldados das Testemunhas como lascas Titan. Depois, Jones descobre que Titan tem de fato viajou para a frente no tempo para 2163, e um Cole insistente convence-la a enviá-lo para a frente depois deles. Em 2163, Railly é confrontado com o Homem-pálido, que revela que a Testemunha é na verdade a criança que ela e Cole concebeu em 1959.

### Temporada 3 (2017)
19/Maio/17 - 21/Julho/17
- Episódio 1 Mamãe

Cole incansavelmente procura por Titan no apocalíptico 2163, na esperança de encontrar Railly, mesmo contra a vontade de Jones que manda Hannah como vigia no que seria uma última busca. Enquanto isso, Railly aprende sobre o futuro da testemunha e tentar tomar uma decisão que parece impossível. Cole consegue encontrar Titan, mas acaba sendo impedido por um viajante do tempo inesperado.
- Episódio 2 Guardiões

Jennifer segue com sua vida numa França pós primeira Guerra Mundial, fazendo de tudo para ser rastreada no futuro e, finalmente, resgatada. Seguindo o conselho do futuro, Cole e Jones viajam até a França procurando Jennifer e acabam conhecendo os guardiões. A Testemunha é enviada para seu destino enquanto Cassie sofre pela separação. Depois de anos, Sam precisa de algo de Ramse.
- Episódio 3 Inimigo

A volta de Ramse para o laboratório de Jones testa os laços de amizade e confiança entre ele e Cole, principalmente porque ele traz uma antiga inimiga como refém. Enquanto Jones não quer confiar em Ramse, Jennifer avisa ao grupo sobre Olivia e limites são testados quando há discordância sobre a melhor forma de extrair informações da prisioneira. Cassie ganha novos aliados na sua tentativa de escapar de Titan.
- Episódio 4 Irmãos

Depois que Olivia conta como matar a Testemunha, Cole e Ramse são enviados para 2007 com um plano, mas Ramse tem sua própria missão. Uma irônica virada no jogo coloca os dois amigos em lados opostos. Jennifer tem mais visões e confronta Olivia. Railly e Deacon tenta voltar para o laboratório, mas descobrem que isso vai ser mais difícil do que previsto.
- Episódio 5 Casualidade

Finalmente reunidos, Cassie e Cole precisam guardar um segredo de seus aliados enquanto Jones quer saber mais sobre o tempo de Cassie e Deacon em Titan. Jennifer elabora um plano para resgatar um documento chamado "Palavra da Testemunha" (que contem a linha do tempo e origens da Testemunha) antes de ser destruída por Ramse. Ela, Deacon, Cassie e Cole viajam então para 1989 onde Jennifer finge ser sua mãe em um leilão de arte e Cole e Cassie tentam pegar o documento e proteger seu segredo.
- Episódio 6 Natural

Cole e Cassie viajam para 1953 onde reencontram o agente Gale na tentativa de impedir o surgimento do exército dos 12 Monkeys. O trio investiga sumiços de pessoas que seguem desastres naturais ou grandes acidentes e descobrem que os familiares das vítimas são o alvo do culto criado pela Testemunha. Enquanto isso, em 2046, Jones faz planos para garantir a segurança das instalações. Cole e Cassie reencontram a Testemunha.
- Episódio 7 Natureza

A equipe contempla o fato de que estão prestes a matar uma criança para garantir o futuro da humanidade. Cassie se nega a ir junto enquanto o resto do time prepara um plano para evitar que os Guardiões sumam com a Testemunha. Enquanto eles viajam para 1954, Cassie faz uma viagem própria, ela leva as informações sobre a testemunha para 1990 onde pede a opinião de uma renomada psiquiatra, sua própria mãe. Jennifer dá um conselho a Cole que muda o modo como ele encara a Testemunha.
- Episódio 08 - Máscara

Em 1879, Sebastian, o Cavaleiro que ajudou Athan a escapar de 1953, encoraja Athan a escrever suas visões no documento que se torna a Palavra da Testemunha. Em 2046, Jones tem dificuldade em rastrear Cole e Railly enquanto saltam no tempo. Ela consulta Olivia, que diz que Jennifer está protegendo-os e dando informações falsas. Antes que Jones possa pegá-la, Jennifer se fragmenta. Em 1899, Londres, Cole e Railly comparecem a um baile de máscaras que foi mencionado na Palavra. Eles encontram Sebastian, mas são capturados por Jones, Deacon e Hannah. Cole, sem sucesso, tenta convencer Jones de que Athan pode ser salvo. Jennifer aparece e cria uma distração, permitindo que Cole, Railly e Sebastian escapem. Sebastian diz que ele e Athan se separaram em 1879, mas lhes dá o endereço da antiga casa de Athan. Ele é baleado por Jones, conseguindo tempo para que Cole e Railly se fragmentem na casa de Athan. Em 2046, Deacon aprisiona Jennifer e libera Olivia. Em 1899, um adulto Athan (James Callis) se despede do moribundo Sebastian.
- Episódio 09 - Ladrão

Em 1899, em Londres, Cole e Railly leram os diários de Athan para aprender sobre seu passado. Amaldiçoado com a capacidade de prever as mortes dos outros, Athan constantemente se fragmenta de era a era para permanecer são. Eventualmente com um mau funcionamento da máquina do tempo, acaba ficando preso em 1891,Londres. Ele se apaixona por uma médica, Eliza, cuja morte ele não pode prever. Quando Eliza é morta, ele conserta a máquina e a usa para evitar a morte dela, mas ela morre de outra causa. Apesar de centenas de tentativas de evitar a morte com viagens no tempo, ela sempre morre no mesmo dia. Athan chega aos anos 2000 para ver Railly em busca de conselhos. Tendo acabado de perder seu primeiro paciente, ela sugere que o tempo é um “ladrão”, desejando que isso pare para sempre; Athan então decide abraçar seu destino como a Testemunha e destruir o tempo para que ele possa se reunir com Eliza. Em 2046, Jennifer se esforça para entender suas visões. Ela determina que deve salvar o moribundo que viu, que está ligado a um mausoléu. Eventualmente, ela manda Jones enviá-la para sua “casa” com a máquina do tempo. Em 1891, Londres, Cole e Railly confrontam Athan.
- Episódio 10 - Testemunha (final)

Cole, Railly e Athan chegam em 1959, na Casa de Cedar e Pine. Enquanto tentam convencer Athan de que ele pode escolher seu próprio destino, as forças de Jones aparecem, tendo recebido a localização de Olivia. Titã se fragmenta entre eles, e Jones atira em Athan, fazendo com que sua máquina do tempo pessoal o fragmente. Mallick leva Cole, Railly e Jones para conhecer Olivia, agora o novo líder do Exército. É revelado que Olivia havia conspirado com Mallick para manipular os membros do Projeto Splinter para encontrar e matar a Testemunha. Inesperadamente, Athan aparece. Um flashback revela que ele havia se fragmentado no mausoléu em 2017, onde Jennifer pedira para ser enviada, e ela havia convocado ajuda médica para salvá-lo. Ele passa um ano ajudando Jennifer a lidar com suas visões antes de retornar a Titã em 1959 para resgatar Cole, Railly e Jones. Eles fogem de Titã, matando Mallick, e retornam a 2046, enquanto Athan confronta Olivia. Ele diz que ele,não ela,é a verdadeira Testemunha. Chocada, ela o mata e ordena que Titan se fragmente em 2046 para destruir a instalação temporal. Em 2015, o pai de Cole dá ao jovem Cole uma nota enigmática da mãe de Cole.

### Temporada 4 (2018)
19/Maio/17 - 21/Maio/17|15/Junho/18 -
- Episódio 1 - O fim

Nos tempos medievais,um grupo de primários é queimado vivo pelos guerreiros. O único primário sobrevivente,é uma jovem garota, a quem é confiada um artefato em forma de ouroboros que pronuncia o nome de Cole. Em 2046, Railly revive uma Jones a beira da morte. Titã se fragmenta e ataca a instalação temporal. Deacon retarda as forças de Titã enquanto o grupo de Jones escapa, fragmentando toda a instalação temporal no espaço;  no entanto, Deacon é deixado para trás e Whitley e Lasky são mortos. No processo, Jones é exposta a uma dose maciça de radiação. A instalação temporal se rematerializa sob o Emerson Hotel. A máquina do tempo é drenada de energia, e Cole propõe roubar um núcleo de energia da localização anterior da instalação temporal e usá-la para reparar a máquina. Enquanto viajava para lá, Cole vê seu eu do passado, percebendo que eles se fragmentaram para 2043,quando eles escaparam de Titã. Em 2018, em Praga, Jennifer, que começou a exibir uma personalidade dividida, rouba o artefato ouroboros de um museu.
- Episódio 1/Episódio 2 - Ouroboros

Em 2043, Cole, Railly e Jones de 2046 se infiltram na instalação temporal, tomando cuidado para não interferir em seus próprios cronogramas passados. Jones discute a viagem no tempo com sua eu de 2043, e em seguida, usa a máquina do tempo de 2043 para enviar Railly para 1971, onde ela planeja matar uma jovem Olivia. Cole e Jones então posam como seus eus de 2043 para roubar o núcleo de poder da máquina do tempo de 2043. No processo, Cole e Jones têm conversas emocionais com Ramse e Whitley de 2043 respectivamente. Em 2018 em Praga, Bonham, um agente da Interpol, investiga o roubo do artefato por parte de Jennifer. Jennifer descobre que suas habilidades primárias se foram e sua personalidade alternativa desapareceu. Enquanto tenta fugir, ela é interceptada por Bonham em uma estação de trem; Bonham revela seu conhecimento sobre os 12 macacos. Para escapar, Jennifer se lança no caminho de um trem que se aproxima.